# Tom Dennis
Tom Dennis (ur. 1881, zm. w styczniu 1940) – snookerzysta angielski, jeden z pionierów snookera zawodowego.
W finale pierwszych mistrzostw świata uległ Joe Davisowi, przegrywał z Davisem decydujące o tytule mecze jeszcze trzykrotnie, w 1929, 1930 i 1931. W mistrzostwach 1931 nie wykorzystał atutu bycia gospodarzem imprezy, turniej, właściwie pojedynek finałowy (Davis i Dennis byli jedynymi uczestnikami zawodów) odbył się w pubie w Nottingham, którego właścicielem był Dennis.